# Stanisław Luziński
Artykuł ten został zgłoszony do umieszczenia na stronie głównej w rubryce „Czy wiesz”.
Pomóż nam go sprawdzić: oceń zgłoszoną nominację.
Stanisław Zachariasz Luziński (ur. 6 września 1895 w Skierniewicach, zm. 22 kwietnia 1965 w Warszawie) – pułkownik dyplomowany obserwator Polskich Sił Powietrznych, dyrektor nauk w Szkole Orląt, dowódca Zgrupowania Bombowego w 1 Pułku Lotniczym, komendant Bazy Polskich Sił Powietrznych w Wielkiej Brytanii.

## Życiorys
Stanisław Zachariasz Luziński urodził się 6 września 1895  w Skierniewicach w rodzinie ślusarza kolejowego Stanisława Luzińskiego i jego żony Marianny z Frączaków.
Jako nastolatek zaangażował się w działalność patriotyczną i niepodległościową. Podczas nauki w szkole średniej brał udział w tworzeniu warszawskiego ruchu harcerskiego i był plutonowym w 1. Warszawskiej Drużynie Harcerskiej tzw. „Czarnej Jedynce“.
W 1913 rozpoczął studia na wydziale handlowym Uniwersytetu w Liège w Belgii, gdzie działał w organizacji niepodległościowej „Zarzewie“ oraz w Polskich Drużynach Strzeleckich. Po ukończeniu pierwszego roku studiów wrócił do Polski na wakacje, gdzie zastał go wybuch I wojny światowej.

### I wojna światowa i wojna o granice
Zgłosił się na ochotnika do wojska rosyjskiego i został przydzielony do 17 Pułku Strzelców Syberyjskich. W ciągu kilku miesięcy działań wojennych wykazał się walecznością i odwagą, za co został odznaczony i awansowany na stopień oficerski. W listopadzie 1914 podczas bitwy pod Łodzią dostał się do niewoli niemieckiej, w której spędził resztę lat wojennych.
Został uwolniony w grudniu 1918 i po zaledwie kilku dniach odpoczynku w rodzinnych Skierniewicach udał się do Lwowa, oblężonego przez wojska ukraińskie. Został mianowany podporucznikiem i przydzielony do 39 Pułku Strzelców Lwowskich. Pełnił m.in. funkcje dowódcy kompanii karabinów maszynowych oraz adiutanta pułku. Z 39 Pułkiem przeszedł cały szlak bojowy lat 1919–1921. Za wielokrotne dowody męstwa został dwukrotnie odznaczony Krzyżem Walecznych oraz podany do awansu na stopień porucznika. W 1921 ukończył 4-miesięczny kurs doszkolenia podporuczników i poruczników w Szkole Podchorążych Piechoty.

### Służba wojskowa w II Rzeczpospolitej
Po zakończeniu wojny o granicę zdecydował się na pozostanie w wojsku. Trafił do tworzącego się polskiego lotnictwa wojskowego. Początkowo jako uczeń do Szkoły Pilotów w Bydgoszczy, której jednak nie ukończył. Przeszedł do Oficerskiej Szkoły Obserwatorów Lotniczych w Toruniu (OSOL) i w 1923 uzyskał odznakę obserwatora nr 237, a ponieważ dowództwo dostrzegło jego talent pedagogiczny oraz zainteresowanie lotnictwem bombowym, jako świeży absolwent został wykładowcą taktyki lotniczej i instruktorem bombardowania w tejże szkole. Jednocześnie został przeniesiony z piechoty do lotnictwa i wcielony do 3 Pułku Lotniczego jako oficer nadetatowy.
Po rozwiązaniu OSOL w 1924 trafił do 4 Pułku Lotniczego, do 42 Eskadry Wywiadowczej. Po kilku miesiącach przeszedł do Szkoły Pilotów w Bydgoszczy, gdzie został kierownikiem wyszkolenia teoretycznego i adiutantem szkoły. W tym samym roku awansowano go na stopień kapitana.
W 1925 spędził kilka miesięcy na stażu w Szkole Strzelania i Bombardowania w Cazaux we Francji, a potem trafił do powstającej Oficerskiej Szkoły Lotnictwa w Grudziądzu. W szkole pełnił funkcje dowódcy dywizjonu podchorążych, kierownika wyszkolenia wojskowego oraz wykładowcy strzelania i bombardowania. W 1927 odbywał staż we Francji w jednostkach bombowych.
Po trzech latach w OSL, w 1928 organizował nową szkołę – Lotniczą Szkołę Strzelania i Bombardowania w Grudziądzu, gdzie został dyrektorem nauk. Zadaniem szkoły było podnoszenie kwalifikacji pilotów i obserwatorów w zadaniach walki powietrznej.
W 1929 dostał nowe zadanie: budowę jednostek bombardowania nocnego. Został przeniesiony do 1 Pułku Lotniczego i zajął się formowaniem 212 Eskadry Niszczycielskiej Nocnej, której był pierwszym dowódcą. W 1930 zorganizował dla 1 Pułku Lotniczego kurs pilotażu nocnego, a za wzorowe prowadzenie kursu i dobre wyniki otrzymał pochwałę szefa Departamentu Aeronautyki płk. pil. Ludomiła Rayskiego. W 1931 ukończył 4-miesięczny kurs dowódców eskadr w Centrum Wyszkolenia Oficerów Lotnictwa w Dęblinie i awansował na stanowisko dowódcy II Dywizjonu Niszczycielskiego Nocnego w składzie 4 eskadr oraz został komendantem portu lotniczego Okęcie. W 1932 ukończył XIX kurs unifikacyjno-doskonalący dla kapitanów w Centrum Wyszkolenia Piechoty w Rembertowie oraz 4-miesięczny kurs oficerów sztabowych lotnictwa w Wyższej Szkole Wojennej w Warszawie.
W 1933 został awansowany na stopień majora i przeniesiony z powrotem do Szkoły Orląt, początkowo na stanowisko dowódcy dywizjonu podchorążych, a w 1934 dyrektora nauk. Do jego zadań należało przeorganizowanie wyszkolenia z systemu dwuletniego na trzyletni oraz powrotu do szkolenia pilotów, z którego zrezygnowano w 1926. Po wykonaniu tego zadania, w 1936 przydzielono go na pierwszy eksperymentalny kurs Wyższej Szkoły Lotniczej, która oferowała najbardziej zaawansowany kurs dostępny wówczas dla oficerów lotnictwa w Polsce.
Jako absolwent Wyższej Szkoły Lotniczej z piątą lokatą na 21 uczestników kursu ponownie trafił do 1 Pułku Lotniczego z rozkazem rozbudowy lotnictwa bombowego. Zajął się organizacją nowego V Dywizjonu Bombowego, a w 1938 został organizatorem i dowódcą Zgrupowania Bombowego, składającego się ostatecznie z trzech dywizjonów i 54 samolotów bombowych w linii. Nadzorował przezbrajanie tych jednostek w bombowce P.37 Łoś.

### II wojna światowa
W 1939 został awansowany na stopień podpułkownika oraz przeniesiony na stanowisko zastępcy dowódcy 2 Pułku Lotniczego w Krakowie, gdzie zastał go wybuch II wojny światowej. We wrześniu kierował mobilizacją oraz obroną bazy lotniczej w Rakowicach, a później jej ewakuacją do Lwowa. 10 września udał się do Rumunii, gdzie miał kierować organizacją nowych eskadr na bazie dostaw samolotów z Zachodu. Od 17 września zajmował się ewakuacją personelu lotniczego do Rumunii, w szczególności podoficerów i młodzieży ze szkół lotniczych, a w październiku 1939 zorganizował jednostkę ewakuacyjną w Atenach, skąd do końca stycznia 1940 ekspediował do Francji 6 tys. żołnierzy różnych broni.
W lutym 1940 został wyznaczony na stanowisko zastępcy dowódcy Centrum Wyszkolenia Lotnictwa w Lyonie, a po upadku tego kraju nadzorował ewakuację tej jednostki do Wielkiej Brytanii, do której dotarł w lipcu 1940, poprzez Algierię, Maroko i Gibraltar. Trafił do Obozu Lotnictwa Polskiego w Blackpool, gdzie organizował komórkę Inspektoratu Lotnictwa oraz był odpowiedzialny za dobór kadr do jednostek liniowych.
W latach 1941–1942 był polskim komendantem stacji bombowych RAF Syerston i RAF Hemswell, na których stacjonowały polskie dywizjony nr 300, 301, 304 i 305. W 1942 pięciokrotnie ochotniczo brał udział w nocnych lotach bojowych na Niemcy: na Kilonię, na Kolonię, na Hamburg i dwukrotnie na Essen, za co został po raz trzeci odznaczony Krzyżem Walecznych. W tym roku uzyskał też awans na stopień pułkownika. Wszedł wówczas do grona najwyższych stopniem oficerów Polskich Sił Powietrznych, a w 1943 rozpatrywano jego kandydaturę na stanowisko dowódcy tej broni.
Kolejną misją Stanisława Luzińskiego było wybranie rezerw dla lotnictwa polskiego wśród żołnierzy Armii Polskiej na Wschodzie. Misja ta trwała od października 1942 do marca 1944 i w jej ramach przeprowadził on selekcję 2 tys. żołnierzy, 1 tys. żołnierek Pomocniczej Lotniczej Służby Kobiet oraz 700 junaków na terenie Iraku, Indii, Palestyny, Egiptu, Tanganiki, Ugandy, Kenii, Rodezji Północnej i Rodezji Południowej. Podczas misji zapadł na malarię, której nawroty męczyły go przez wiele lat po zakończeniu wojny.
Po zakończeniu misji wrócił do Wielkiej Brytanii, gdzie został komendantem Bazy Sił Powietrznych w Blackpool (w 1945 została ona przeniesiona do Dunholme Lodge). W 1947 zdał komendę i zdecydował się na powrót do Polski.

### W Polsce Ludowej
Po powrocie do kraju przez kilka lat pracował w Ministerstwie Przemysłu i Handlu oraz w Centralnym Zarządzie Robót Komunikacyjnych. Jako były oficer Polskich Sił Powietrznych na Zachodzie był jednak bacznie obserwowany przez służby i utrudniano mu karierę zawodową, a w 1952 został zwolniony z pracy jako „element niepewny“. Stał się obiektem rozpracowania w operacjach Urzędu Bezpieczeństwa i Ministerstwa Bezpieczeństwa Publicznego
o kryptonimach „Tobruk”, „Mewa”, „Cezary”, „Sępy” i „Desant”. Był inwigilowany przez 8 lat, w kulminacyjnych momentach codziennie obserwowało go 15 agentów, informacje o nim zbierano od sieci ponad 20 donosicieli, do której należeli jego sąsiedzi, koledzy z lotnictwa, byli podwładni i wychowankowie. Odmówiono mu też prawa do emerytury.
W 1952 po kilku miesiącach bezrobocia podjął pracę w Spółdzielni Przewozowej „Warsep”. Został kierownikiem działu kooperacji i administracji. W latach 1952/53 zorganizował dostawę mleka z województwa warszawskiego dla Warszawy, w latach 1953/54 usprawnił sprawy związane z zaopatrzeniem w potrzebny sprzęt i części zamienne do taboru samochodowego spółdzielni, w latach 1955/56 zajmował się przeniesieniem spółdzielni do nowej siedziby oraz nadzorował wykończenie i wyposażenie budynków nowej zajezdni. Później przyczynił się do uruchomienia i rozwoju nowego profilu działalności spółdzielni, czyli produkcji podnośników hydraulicznych do samochodów ciężarowych, nawiązał współpracę z przemysłem motoryzacyjnym i był współorganizatorem uruchomienia produkcji mechanizmów wywrotu do przyczep rolniczych produkowanych przez Sanocką Fabrykę Autobusów. W latach 1963/64 prowadził budowę magazynu centralnego i chemicznego. Przez długi czas był członkiem zarządu Spółdzielni.
Zmarł 22 kwietnia 1965 w Warszawie w wieku 69 lat. Został pochowany na Cmentarzu Bródnowskim w Warszawie (grób numer 114L/1/15). W 2021 staraniem Towarzystwa Przyjaciół Skierniewic jego grób został wpisany na listę grobów weteranów walk o wolność i niepodległość, w 2025 wyremontowany nakładem Instytutu Pamięci Narodowej.

## Życie prywatne
5 listopada 1926 roku w Grudziądzu roku zawarł związek małżeński z Elżbietą Meyer. Nie miał dzieci.

## Awanse oficerskie
- podporucznik 12 stycznia 1919
- porucznik 5 października 1921
- kapitan 17 grudnia 1924
- major 14 marca 1933
- podpułkownik 19 marca 1939
- pułkownik 1 września 1942

## Ordery i odznaczenia[21]
- Krzyż Kawalerski Orderu Odrodzenia Polski
- Krzyż Walecznych (trzykrotnie)
- Złoty Krzyż Zasługi
- Srebrny Krzyż Zasługi
- Medal Lotniczy (czterokrotnie)
- Medal Pamiątkowy za Wojnę 1918–1921
- Medal Dziesięciolecia Odzyskanej Niepodległości
- Srebrny Medal za Długoletnią Służbę
- Brązowy Medal za Długoletnią Służbę
- Polowa Odznaka Obserwatora nr 713
- Odznaka pamiątkowa „Orlęta”
- Odznaka pamiątkowa 1 Pułku Lotniczego
- Odznaka pamiątkowa Szkoły Podchorążych Lotnictwa
- Odznaka pamiątkowa Wyższej Szkoły Lotniczej
- Państwowa Odznaka Sportowa
- Krzyż Świętego Jerzego (Imperium Rosyjskie)
- Order Korony Włoch (Włochy)
- Gwiazda za Wojnę 1939–1945 (Wielka Brytania)
- Gwiazda Lotniczych Załóg w Europie (Wielka Brytania)
- Gwiazda Afryki (Wielka Brytania)
- Medal Obrony (Wielka Brytania)
- Medal Wojny 1939–1945 (Wielka Brytania)